# Kelbo (departamento)
Kelbo es un departamento de la provincia de Soum, en la región del Sahel, Burkina Faso. A 1 de julio de 2018 tenía una población estimada de 35 651 habitantes.
Se encuentra ubicado al noreste del país, cerca de la frontera con Níger y Malí.